# Здзяр-Ляс
Здзяр-Ляс (пол. Zdziar-Las) — село в Польщі, у гміні Старожреби Плоцького повіту Мазовецького воєводства.
Населення — 19 осіб (2011).
У 1975-1998 роках село належало до Плоцького воєводства.

## Демографія
Демографічна структура станом на 31 березня 2011 року:
|          | Загалом | Допрацездатний вік | Працездатний вік | Постпрацездатний вік |
| -------- | ------- | ------------------ | ---------------- | -------------------- |
| Чоловіки | 10      | 2                  | 7                | 1                    |
| Жінки    | 9       | 3                  | 5                | 1                    |
| Разом    | 19      | 5                  | 12               | 2                    |